# A FIFA-klubvilágbajnokság résztvevői
Ez a szócikk a FIFA-klubvilágbajnokságon eddig részt vett csapatok listáját tartalmazza.

## Részvételek száma csapatonként

### 3 alkalommal
- Al-Ahly (2005, 2006, 2008)
- CF Pachuca (2007, 2008, 2010)

### 2 alkalommal
- Manchester United (2000, 2008)
- SC Internacional (2006, 2010)
- TP Mazembe (2009, 2010)
- FC Barcelona (2006, 2009)
- Auckland City FC (2006, 2009)

### 1 alkalommal
| - Liverpool FC (2005) - Al-Ahli (2009) - Al-Wahda (2010) - Boca Juniors (2007) - Estudiantes (2009) - South Melbourne (2000) - Sydney FC (2005) - Corinthians (2000) - Vasco da Gama (2000) - São Paulo FC (2005) - Deportivo Saprissa (2005) - Jeonbuk Hyundai Motors (2006) - Phohang Steelers (2009) - Seongnam Ilhwa Chunma (2010) | - Sepahan FC (2007) - Urawa Red Diamonds (2007) - AC Milan (2007) - Internazionale (2010) - Raja Casablanca (2000) - Atlante (2009) - Necaxa (2000) - Club América (2006) - PRK Hekari United (2010) - Real Madrid (2000) - en-Naszr (2000) - el-Áttihád (2005) - Étoile Sportive du Sahel (2007) - Waitakere United (2007) |

## Részvételek száma országonként

### 6 alkalommal
- Mexikó
  - Necaxa (2000)
  - Club América (2006)
  - CF Pachuca (2007, 2008, 2010)
  - Atlante (2009)

### 5 alkalommal
- Brazília
  - Corinthians (2000)
  - Vasco da Gama (2000)
  - São Paulo FC (2005)
  - SC Internacional (2006, 2010)

### 3 alkalommal
| - Anglia - Manchester United (2000, 2008) - Liverpool FC (2005) - Spanyolország - Real Madrid (2000) - FC Barcelona (2006, 2009) - Új-Zéland - Auckland City FC (2006, 2009) - Waitakere United (2007) | - Koreai Köztársaság - Jeonbuk Hyundai Motors (2006) - Phohang Steelers (2009) - Seongnam Ilhwa Chunma (2010) - Egyiptom - Al-Ahly (2005, 2006, 2008) - Szaúd-Arábia - en-Naszr (2000) - el-Áttihád (2005) - el-Vahda (2010) |

### 2 alkalommal
| - Argentína - Boca Juniors (2007) - Estudiantes (2009) - Ausztrália - South Melbourne (2000) - Sydney FC (2005) | - Kongói Demokratikus Köztársaság - TP Mazembe (2009, 2010) - Olaszország - AC Milan (2007) - Internazionale (2010) |

### 1 alkalommal
| - Costa Rica - Deportivo Saprissa (2005) - Egyesült Arab Emírségek - Al-Ahli (2009) - Irán - Sepahan FC (2007) - Japán - Urawa Reds (2007) | - Marokkó - Raja Casablanca (2000) - - PRK Hekari United (2010) - Tunézia - Étoile Sportive du Sahel (2007) |